# Edifici del Rellotge
L'edifici del Rellotge és un edifici eclèctic situat en l'avinguda Moll del Túria de la ciutat de València. Va ser construïda l'any 1916 i està catalogada com a Bé de Rellevància Local (BRL). Actualment és la seu de l'Autoritat Portuària de València.

## Edifici
Va ser construït per l'enginyer Federico G. de Membrillera, originalment com a edifici d'habitatges per a la burgesia valenciana. El seu estil és eclèctic i academicista amb clara influència de l'estil francès de l'època. No obstant això, encara que el seu estil és sobri i clàssic, presenta alguns elements pertanyents al modernisme valencià, com en els detalls de l'ornamentació i en el remat de ferreria en la teulada de pissarra.
Consta de planta baixa i dues altures, l'última d'elles amb golfes. La planta baixa té amplis finestrals i la primera altura balcons. L'edifici està rematat en pissarra negra, detall típic de l'estil francès.
L'edifici està coronat per una torre amb un ampli rellotge, que realça el conjunt i del qual pren el seu nom. La torre està rematada en pissarra negra, igual que l'edifici. En la part més alta de la torre es troba un penell amb un vaixell de vela.